# دنيس بلير
دنيس بلير (بالإنجليزية: Dennis Blair)‏ (5 يونيو 1954 في الولايات المتحدة - ) هو لاعب كرة قاعدة ولاعب كرة قدم أمريكي في مركز مرسل الكرة ‏. لعب مع منتريال أكسبوز وروتشستر ريد وينغز وسان دييغو بادريس.

## وصلات خارجية
- دنيس بلير على موقع دوري كرة القاعدة الرئيسي (الإنجليزية)
- دنيس بلير على موقعبيزبول رفرنس.كوم (الدوري الرئيسي) (الإنجليزية)
- دنيس بلير على موقعبيزبول رفرنس.كوم (الدوري الثانوي) (الإنجليزية)
- دنيس بلير على موقع مشجعي الرسوم البيانية (الإنجليزية)